# آنخل روبلس
آنخل روبلس (انگلیسی: Ángel Robles؛ زادهٔ ۲۰ آوریل ۱۹۸۲) بازیکن فوتبال اهل اسپانیا است.
از باشگاه‌هایی که در آن بازی کرده‌است می‌توان به باشگاه فوتبال رئال مادرید سی و باشگاه فوتبال پومفرادینا اشاره کرد.